# 風間杜夫
風間 杜夫（かざま もりお、本名および旧芸名：住田 知仁〈すみた ともひと〉、1949年〈昭和24年〉4月26日 - ）は、日本の俳優。東京都世田谷区三軒茶屋出身。

## 略歴

### 子役時代
父は新東宝で営業を担当していた。母親が引っ込み思案な性格を心配し、1957年、8歳の時に児童劇団『東童』に入団し、翌年に東映児童演劇研修所の一期生となる。本間千代子や松岡きっこらが同期。すぐに子役としての頭角をあらわすと、東映の東西の撮影所である東映京都と東映東京の両方で子役として多数出演し、少年雑誌の表紙を飾るほどの売れっ子になる。東映東京では助監督時代の深作欣二とも仕事をしたことがある。東映京都では大川橋蔵の「新吾十番勝負シリーズ」や、マキノ雅弘や加藤泰監督作品にも出演した。大川や大友柳太朗ら、チャンバラ映画の大御所たちからも可愛がられ、大友からは養子に欲しいと言われたこともあったという。小学校5年生の時にはまったく学校にも行けず、1年間京都にほぼ住んだ。小学校留年の危機に遭う。
しかし世田谷区立旭小学校を卒業する頃、「俳優を一生の仕事にするなら、子役の仕事をやめた方がいい」との米倉斉加年の言葉に従い、1962年の13歳時に劇団を退団した後、子役としての仕事は減る。風間自身は「中学生になると子役の仕事は減って、劇団に行かなくなった」と述べている。四代目江戸屋猫八とは中高の6年間玉川学園の同窓生（クラスが同じになったこともある）で、共に演劇部に在籍した。高校時代に父親の会社が傾き貧乏になり、玉川学園は医者の息子や社長の息子が多く、段々内にこもるようになった。

### 再び役者の道へ
早稲田大学第二文学部演劇専修入学（のちに中退）し、「自由舞台」に入り、演劇活動を始める。芝居を止めなかったのは、役者にずっと憧れていたからという。当時は早大闘争の渦中にあり、大学側が機動隊を学内に導入させたことから、風間も抗議デモに参加し逮捕され、2泊3日留置される。
後にシティボーイズを結成する斉木しげる、きたろう、大竹まことは、祐天寺の風間のアパートで10日連続で麻雀を打った雀友。風間が当時通っていた早野寿郎が所長を務める劇団「俳優小劇場」養成所の幹部間に内紛があり、費用を返金してもらい、1971年秋、22歳のとき、それを元手として斉木らと祐天寺に劇団「表現劇場」を結成する。斉木や大竹とは同居生活を送っていた時期もある。斉木らと共に特撮テレビドラマ『仮面ライダーV3』のアトラクションショーで日本全国を回る（その壇上で風間はV3のスーツアクター、斉木はボス役、きたろうは怪人役、大竹は影の声を担当したほか、ショーの終了後に風間は1千人規模のサイン会もこなしていた）。1974年に一般女性と結婚しているが、この女性は大竹と同じ学芸大学駅近くの喫茶店でウェイトレスのアルバイトをしていて、金のない風間らはこの喫茶店の厨房に潜り込み、ピラフなどを盗み食いしていた。これが縁で妻は「表現劇場」に出入りするようになった。麻雀と劇団に熱をいれすぎ大学は中退。
1972年、日活ロマンポルノ『艶説女侠伝　お万乱れ肌』の脇役として「風間杜夫」の芸名での銀幕デビューを飾る。斉木や大竹たち全員で日活に履歴書を送ったが、採用されたのは風間だけだった。芸名を決めるにあたり同作の役名が「風間良吉」で、北杜夫のファンだった日活の事務スタッフから「芸名は“風間杜夫”でどう？」と提案されたことで決まった。ロマンポルノに出たのは「もう子役時代のことは過去の事で、忘れたい」と思ったから。ロマンポルノの男優のギャラは服着て5万円、脱いだら10万円だったという。当時は「もう茶の間には出られないな」と考えたという。田中登監督による1973年の『昼下りの情事 変身』『真夜中の妖精』『女教師 私生活』は、一部で「風間主演ロマンポルノ三部作」といわれる。ロマンポルノには約20本出演。同時期に相米慎二や根岸吉太郎らもロマンポルノで助監督修行をしていた。
1974年、『勝海舟』でテレビドラマに初出演。この年一般女性と結婚。1975年、『娘たちの四季』（フジテレビ）で初のドラマレギュラーを得る。風間自身は『娘たちの四季』が初のテレビ出演と話しているが、役が中野良子の恋人で自閉症気味の青年の役で「これなら地でやれるわ」とオーディションに挑んだら、名前を言っただけで一発合格したという。
1977年2月、劇団「つかこうへい事務所」の『戦争で死ねなかったお父さんのために』に出演し、以降、つかこうへいの演劇作品の主要キャストとなる。
映画では『蒲田行進曲』に出演したことを契機に顔が知られ、テレビドラマでは『スチュワーデス物語』の村沢浩教官役で人気を獲得する。『スチュワーデス物語』は、台本を開くと少女漫画みたいな世界で、ヤケクソで始めた。一番見られたくなかったつかからすぐに電話が掛かり、どやしつけられると思ったら「面白い、今テレビはあれを求めてるんだからガンバレ！」と激励され、ビックリしたという。堀ちえみとの「教官！」「松本！」の掛け合いはパロディに使われ、撮影現場に子どもが押し寄せる程の社会現象になった。
声優としても幅広く活躍しており、12歳よりアニメ『安寿と厨子王丸』で声優を務め、近年ではドラマ『X-Files』（テレビ朝日放送分）のモルダー役などが知られている。日本テレビの深夜アニメ『闘牌伝説アカギ 〜闇に舞い降りた天才〜』では、関西弁を話すヤクザの代打ち・浦部の声を演じた。

### その後の活躍
2002年11月、一人芝居『カラオケマン』の北京公演。
2003年には、舞台での演技が評価され、文化庁芸術祭で大賞を受賞した。
2018年4月には、大竹しのぶ主演の『リトル・ナイト・ミュージック』（東京・日生劇場）でミュージカルに初出演。それまで恩師の1人である劇作家のつかこうへいから「日本で最も踊ってはいけない役者」と言われたことが何度かあり、ミュージカル出演の依頼はすべて断っていた。

## 人物・エピソード

### ロマンポルノ関連

#### ポルノデビュー
1971年に劇団「表現劇場」を立ち上げて宣材写真を色々な所に配っていた所、翌1972年に日活ロマンポルノ『艶説女侠伝 お万乱れ肌』の脇役での出演を依頼された。次に出演した映画『昼下がりの情事 古都曼荼羅』で初めて濡れ場を体験すると次々とオファーされて、結局1979年までに計16本出演することとなる。
当時のロマンポルノの濡れ場は基本的にアフレコで、撮影時は監督の指示に従って動いていた。本人は「完成して映画になると濡れ場ですけど、撮影現場では体操をやっている感覚だった」としている。

#### 田中登監督の3作品について
映画監督の田中登が監督した3作品(『昼下がり情事 変身』、『真夜中の妖精』、『女教師 私生活』)について風間は後年、以下のように語っている。生前田中監督から「風間の代表作は深作欣二さんの撮った『蒲田行進曲』ではなく、僕が監督したロマンポルノの3作品だ」と告げられた。
3作品の風間の役柄はどれも内面に鬱屈した感情を秘めたナイーブな若者で、本人によると「全共闘が挫折した後の若者の心情を反映していた」とのこと。後年「田中さんが撮った3部作は、僕にとって青春映画なんです」と回想している。
『女教師 私生活』では、撮影を前に田中が役者全員に「この作品では沖縄と本土の関係を描く」と意気込みを語ったという。完成後ポルノファンの反応が気になった風間がこっそり映画館に観に行くと、観念的な映像が続いた時に複数の客による舌打ちの音が聞こえた。しかし風間は、「それでも田中さんの作品は耽美的で、インテリや学生には高く評価されていました」と述べている。

#### 周りの反応など
ポルノ出演に関して風間の父は、当時新東宝でピンク映画のブッキングの仕事もしていたが、「ロマンポルノなんてやめろ」と反対された。一方母からは「やるなら一生懸命やりなさい」と応援してくれた。風間の妻は、公開前にスポーツ紙でポルノ出演の告知記事を偶然目にして「あなたの名前も出ている！」と純粋に映画出演をすごく喜んでくれたという。また、舞台仲間からは「お前、芝居が上手だな。ホントにヤッてるみたいだ」と褒められたという。
1973年に9本もの作品に出演したこともあり、そろそろロマンポルノを卒業することを考えた。その頃のNHKには、ディレクターなどにロマンポルノ好きが多くいたことから風間の存在が知られており、これが翌年の大河ドラマ『勝海舟』への出演に繋がった。また、つかこうへいとの出会いもロマンポルノが始まりである。つかの知人が、ロマンポルノに出演した風間の本業が舞台俳優であることを知り、彼から誘われたことで風間のつか作品への起用が決まった。
風間は後年、「ロマンポルノでは僕は良質の作品に恵まれた。大河もつかさんもロマンポルノが引き寄せてくれた。ロマンポルノは僕の人生に欠かせないものです」と語っている。

#### その他エピソード
ポルノ出演した20代当時の風間はとても内向的で人と話すのが苦手だった。撮影期間は気後れして共演女優たちに話しかけることができず、昼休みは控室に籠もることが多かったという。
ギャラは風間の場合（当時の金額）、1本目の『艶説女侠伝 お万乱れ肌』が5万円、2本目以降は20万円だった。
風間が人づてに聞いた話として、ドラマ『スチュワーデス物語』の教官役で人気になった頃、池袋の文芸坐が「風間杜夫主演3部作」と銘打って先述の田中登監督の3作品を一挙上映すると、風間のファンの女子高生たちが殺到したとのこと。

### 麻雀
- 芸能界きっての雀士でもあり、麻雀番組『THEわれめDEポン』では8回の優勝経験（うち5回は5連覇）を誇っている。
- 麻雀とは不思議な縁があり、高校時代に親しくなった友達がフリー雀荘での強者で彼に影響されて覚えたり（麻雀プロが全く存在しない時代、「麻雀はリズムだ」というのが口癖の友だったという）、全く麻雀を知らない母が突然雀荘を商売にしたりと、「何故かそばについてくる」ものであったと、『近代麻雀』誌上にて連載された漫画の自伝「麻雀行進曲」（単行本化されていない）でさまざまなエピソードを語っている。ただし、同作では大学受験勉強中も母の雀荘で麻雀をしている描写があるが、さすがにこれはフィクションであり、実際は勉強に集中していたという。
- 同じく『われめDEポン』で13回優勝している萩原聖人とは彼が10代の頃から約20年に渡って現在でも交流があり、映画、ドラマ、舞台、アニメの吹き替えなどで何度か共演している。互いに大の麻雀好きでライバルでもあり、『われめDEポン』の他に『モンド21麻雀BATTLE ROYAL2007』でも対戦している。
- 2007年の「東京六大学麻雀リーグ」では、早稲田大学チームの監督を務めた。
- 『モンド21麻雀BATTLE ROYAL2007』で、神足裕司、金子達仁、片山まさゆきと東京六大学麻雀リーグチームとして初出場。風間がオーラスで二盃口和了で逃げ切ってチーム優勝している。
- 『モンド21麻雀BATTLE ROYAL2009』では、加賀まりこ、児嶋一哉、金子達仁とのチームで出場。オーラスで七対子の跳満ツモで大逆転し、見事にチーム優勝へと導いた。
- 『モンド21麻雀BATTLE ROYAL2010』では、中野浩一、金子達仁、馬場裕一とのチームで東2局で四暗刻をツモあがりし、チームの優勝へ大きく貢献した。
- 『麻雀最強戦2011 著名人代表決定戦』に出場。予選では片山まさゆき、白川道、植田佳奈と対戦。東1局で植田が6000オールを決めたり白川の大物手連発などで大きく出遅れるが、必死の追い上げで辛くも2位で予選通過。決勝では、白川、綾辻行人、福本伸行と対戦し、順調に上がりを重ねて大きくリードしていたが、綾辻の四暗刻でまさかの逆転を許し準優勝。白川、福本と共に敗者復活戦に回ることになったが、その予選で和泉由希子、金子正輝のプロの攻めに屈し敗退した。

### 落語
舞台で落語家役を演じたのをきっかけに、落語に取り組みはじめ、1997年にはテレビで観客を前に一席演じた。立川文志の落語会に出演、2003年には春風亭小朝の企画で新宿末廣亭での寄席出演を果たす。2006年には明治座にて『風間杜夫と六人の会』を公演する。その後も大銀座落語会に出演したほか、定期的に横浜にぎわい座に自分の落語会で年2回程度の割合で高座に上がり、全国各地の公共ホールで落語会を開催している。プロの落語家がゲストとして助演することも多い。
出囃子は「蒲田行進曲」。持ちネタは「火焔太鼓」「化物使い」「元犬」「居残り佐平次」「夢の酒」など。
風間は落語の際、演劇と同様に客席の照明を落として演じることが多い。

## 出演
※は「住田知仁」名義

### テレビドラマ
- エプロンおばさん（1959年、毎日放送）※
- 松本清張シリーズ・黒い断層 『声』（1961年、TBS）※
- 特別機動捜査隊 第309話「ママが怖い」（1967年、NET）※ - 小西稔
- 大河ドラマ（NHK総合）
  - 勝海舟（1974年） - 下級武士
  - 元禄太平記（1975年） - 赤穂藩士
  - 獅子の時代（1980年） - 雲井龍雄
  - おんな太閤記（1981年） - 浅井長政
  - 春の波涛（1985年） - 福澤桃介
  - 八重の桜（2013年） - 林権助
  - 西郷どん（2018年） - 西郷吉兵衛
- 娘たちの四季（1975年、フジテレビ）
- プレイガールQ  第17話「女は裸で強くなる」（1975年、12ch） - 不良大学生
- 大江戸捜査網（12ch）
  - 第199話「傷だらけの復讐」（1975年） - 茂吉
  - 第223話「隠密同心 一番長い日」（1975年） - 仙太郎
  - 第247話「血塗られた兄弟の契り」（1976年） - 同心・中林
  - 第292話「異母兄弟の夜明け」（1977年） - 米吉
  - 第361話「白州に泣いた母子草」（1978年） - 駒吉
- 異母兄弟（1975年、フジテレビ ライオン奥様劇場）
- 破れ傘刀舟 悪人狩り（NET）
  - 第44話「青春の挽歌」（1975年）
  - 第117話「二度死んだ男」（1976年） - 留吉
- 太陽にほえろ!（日本テレビ）
  - 第168話「ぼんぼん刑事登場!」（1975年） - ラリー愛好家（黄色い車）
  - 第207話「絶叫」（1976年） - 松木
  - 第238話「東京上空17時00分」（1977年） - 倉田誠二
- 夜明けの刑事 第59話「恋人は殺人犯ではないわ!!」（1976年、TBS / 大映テレビ） - 田村和夫営業課長
- 連続テレビ小説（NHK総合）
  - 雲のじゅうたん（1976年） - 俊堂
  - おていちゃん（1978年） - 野村千吉
  - 甘辛しゃん（1997年） - 榊信太郎
  - ゲゲゲの女房（2010年） - 村井修平
  - マッサン（2015年） - 森野熊虎
  - エール（2020年） - 権藤茂兵衛[12]
- グッドバイ・ママ（1976年、TBS）
- 銭形平次（フジテレビ / 東映）
  - 第547話「情の墓参り」（1976年） - 巳之吉
  - 第591話「疾風のおはる」（1977年） - 宗太
  - 第643話「姿なき殺人」（1978年） - 小吉
  - 第713話「大江戸大地震」（1980年） - 順吉
- 新選組始末記（1977年、TBS） - 佐伯亦三郎
- 銀河テレビ小説（NHK総合）
  - 望郷の町（1977年）
  - 故郷はみどり（1986年） - 景山満夫
- 達磨大助事件帳 第11話「友よ、さらば」（1977年、テレビ朝日） - 矢島長一郎
- 新・座頭市 II 第3話「天保元年駕籠戦争」（1978年、フジテレビ） - 仙吉
- 若さま侍捕物帳 第13話「参上!!赤い影法師」（1978年、テレビ朝日）
- 江戸の渦潮 第14話「純情柳河岸」（1978年、フジテレビ）
- 気まぐれ本格派 第26話「結婚写真は撮らないで」（1978年、日本テレビ）
- 消えた巨人軍（1978年、日本テレビ） - 刑事
- ポーラテレビ小説 こおろぎ橋（1978年 - 1979年、TBS） - 西口孝一郎
- 大都会 PARTIII 第36話「密告屋」（1979年、日本テレビ） - 小松
- 土曜ワイド劇場（テレビ朝日）
  - 戦後最大の誘拐 吉展ちゃん事件（1979年）
  - 終着駅殺人事件（1981年） - 町田隆夫
  - 松本清張スペシャル・書道教授（1995年） - 川上克次
  - 江戸川乱歩の十字路（1998年、朝日放送） - 伊勢省吾
- 探偵物語 第4話「暴力組織」（1979年、日本テレビ） - 歌川精一
- 噂の刑事トミーとマツ 第5話「トミマツ真ッ青・女の戦争」(1979年、TBS) - 工藤猛
- 伝七捕物帳 第9話「供養三味線」（1979年、テレビ朝日）
- 沿線地図（1979年、TBS） - 中川元一郎
- おりん（1979年 - 1980年、TBS） - 留吉
- 突然の明日（1980年、TBS）
- そば屋梅吉捕物帳 第23話「影の軍団夜を飛ぶ」（1980年、12ch） - 田口耕次郎
- 桃太郎侍 第198話「この子どこの子だあれの子」（1980年、日本テレビ） - 天野屋
- 港町純情シネマ（1980年、TBS） - 明
- 3年B組金八先生 第2シリーズ 第1話・第2話（1980年、TBS） - 小林医師
- 花王愛の劇場 再会の海（1980年、TBS）
- つかこうへい劇場 弟よ!（1980年、フジテレビ） - もりお
- 特捜最前線 第230話「ストリップ・スキャンダル!」（1981年、テレビ朝日） - 曽根弘警部補
- 闇を斬れ 第13話「仇討ち恋泥棒」（1981年、関西テレビ） - 助左
- プロハンター 第16話「悪い女」(1981年、日本テレビ)
- 木曜ゴールデンドラマ 松本清張の喪失（1983年、よみうりテレビ） - 田代二郎
- スチュワーデス物語（1983年、TBS） - 村沢浩
- 松本清張ドラマスペシャル・夜光の階段（1983年、TBS） - 佐山道夫
- 瑠璃色ゼネレーション（1984年、日本テレビ） - 深町良
- 少女に何が起ったか（1985年、TBS） - 東雪彦
- 暴れ九庵（1984年、関西テレビ） - 諸井九庵
- 年末時代劇スペシャル（日本テレビ）
  - 忠臣蔵（1985年） - 浅野内匠頭
  - 白虎隊（1986年） - 松平容保
  - 田原坂（1987年） - 木戸孝允
  - 五稜郭（1988年） - 高松凌雲
  - 奇兵隊（1989年） - 松平容保（『白虎隊』より映像流用）
  - 勝海舟（1990年） - 小栗忠順
- 中部日本放送創立35周年記念番組 元禄サラリーマン考〜朝日文左衛門の日記（1986年3月9日、CBC） - 朝日文左衛門・風間杜男・ナレーター
- 夏樹静子サスペンス 睡魔（1986年3月31日、関西テレビ）
- 銭形平次（1987年、日本テレビ）
- ダウンタウン探偵組（1988年、朝日放送）
- 疑惑の家族（1988年、TBS） - 朝倉茂
- 八百八町夢日記（1989年 - 1992年、日本テレビ） - 鼠小僧次郎吉
- 新春時代劇スペシャル 新吾十番勝負 江戸城(秘)大奥の陰謀!（1990年、テレビ朝日） - 柳生新三郎（特別出演）
- 雨の脅迫者（1990年、フジテレビ） - 宇杉洋介
- 寛永風雲録（1991年、日本テレビ） - 駿河大納言忠長
- 炎の如く 吉田松陰（1991年、日本テレビ） - 吉田松陰
- 月曜ドラマスペシャル（TBS）
  - 松本清張作家活動40年記念・西郷札（1991年） - 塚村圭太郎
  - 松本清張特別企画・証明（1994年） - 高木信夫
  - 松本清張特別企画・紐（1996年） - 袴田恭三
  - 松本清張特別企画・聞かなかった場所（1997年） - 浅井恒雄
  - 七人の刑事 最後の捜査線（1998年） - 月岡賢治
  - 十津川警部シリーズ19（2000年） - 長谷川匡
- 世にも奇妙な物語「もうひとり」（1991年、フジテレビ） - 稲田隆一
- 運命峠（1993年、フジテレビ） - 徳川家光
- 天国に一番近い病院（1993年、フジテレビ）
- 闇を斬る!大江戸犯科帳 第1話「闇奉行誕生!」（1993年、日本テレビ） - 綾部頼母（友情出演）
- 火曜サスペンス劇場 生命（1993年、日本テレビ）
- 泣きたい夜もある（1993年、毎日放送）
- 都合のいい女（1993年、フジテレビ） - 林田康夫
- 新藤兼人が読む・正岡子規の病牀六尺（病床六尺）（1994年、NHK総合）  - 夏目漱石
- 織田信長（1994年、テレビ東京） - 徳川家康
- グッドモーニング（1994年、フジテレビ） - 天野憲二
- 古畑任三郎2nd season 第22回「間違われた男」（間違えられた男）（1996年、フジテレビ） - 若林仁
- 土曜ドラマ（NHK総合）
  - 官僚たちの夏（1996年） - 片山泰介
  - 我等の放課後（1996年） - 宮川春男
- 総理と呼ばないで（1997年、フジテレビ）
- 天城越え（1998年、TBS） - 呉服屋
- 松本清張七回忌特別企画・薄化粧の男（1998年、フジテレビ） - 草村卓三
- ロマンス（1999年、日本テレビ）
- 次郎長三国志（2000年、テレビ東京） - 黒駒の勝蔵
- 松本清張特別企画・危険な斜面（2000年、TBS） - 秋場文作
- 雨に眠れ（2000年、TBS）
- ラスト・ドライブ（2000年、TBS）
- 私を旅館に連れてって（2001年、フジテレビ）
- 女子刑務所東三号棟（2001年、TBS）
- 松本清張特別企画・影の車（2001年、TBS） - 浜島幸雄
- 女と愛とミステリー「最後に愛を見たのは」（2001年4月、テレビ東京） - 青山鎮夫
- 天国への階段（2002年、よみうりテレビ） - 江成達也
- マイリトルシェフ（2002年、TBS）
- ロッカーのハナコさん（2002年、NHK総合） - 坂口重則
- TEAM - 金曜エンタテイメントドラマスペシャル「TEAM3」（2002年9月20日、フジテレビ） - 栗栖宗一
- 帰ってきたロッカーのハナコさん（2003年、NHK総合） - 坂口重則
- ゆうれい、貸します〜お染・恋の七変化〜（2003年、NHK総合） - 弥六
- 北朝鮮拉致・めぐみ、お母さんがきっと助けてあげる（2003年、テレビ東京） - 蓮池透
- 人間の証明（2004年、フジテレビ）
- ドラマW ぶるうかなりや（2005年、WOWOW）
- 松本清張ドラマスペシャル・波の塔（2006年、TBS） - 田沢局長
- 浅草ふくまる旅館（2007年） - 一玄亭遊太
- 鹿鳴館（2008年、テレビ朝日） - 伊藤博文
- CHANGE（2008年、フジテレビ） - 近藤光輝
- パズル 第7話（2008年、朝日放送・テレビ朝日） - 今昔亭三之助
- セレブと貧乏太郎（2008年、フジテレビ） - 郡司康夫
- あの戦争は何だったのか 日米開戦と東條英機（2008年、TBS） - 木戸幸一
- ありふれた奇跡（2009年、フジテレビ） - 田崎重夫
- 交渉人〜THE NEGOTIATOR〜（2009年、テレビ朝日）
- 浅見光彦〜最終章〜（2009年、TBS）
- 大切なことはすべて君が教えてくれた（2011年、フジテレビ） - 鶴岡悟司
- 塚原卜伝（2011年、NHK BSP） - 平賀丹後守
- 鍵のかかった部屋 第1話（2012年、フジテレビ） - 池端誠一
- うたの家〜歌人・河野裕子とその家族（2012年8月26日、NHK BSP） - 永田和宏[13]
- dinner（2013年、フジテレビ） - 辰巳日出男
- 屍活師〜女王の法医学〜（2013年、フジテレビ） - 白木田稔
- クロコーチ（2013年、TBS） - 堂島則行
- 正月時代劇 桜ほうさら（2014年、NHK総合） - 押込御免郎
- ごめんね青春!（2014年、TBS） - 原平太
- エイジハラスメント（2015年、テレビ朝日） - 権藤進
- HOPE〜期待ゼロの新入社員〜（2016年、フジテレビ） - 鷹野義郎
- 相棒 season15 第4話・出来心（2016年11月3日、テレビ朝日）、season20 第15話・食わせもの（2022年2月10日） - 平井貞夫
- スーパーサラリーマン左江内氏 第9話（2017年、日本テレビ） - フジコ建設社長
- 先に生まれただけの僕（2017年、日本テレビ） - 柏木文夫
- インハンド（2019年、TBS） - 江里口新
- 日曜プライム おかしな刑事20（2019年、テレビ朝日） - 武藤万作
- ケイジとケンジ〜所轄と地検の24時〜（2020年1月16日 - 3月12日、テレビ朝日） - 大貫誠一郎
- 小吉の女房2（2021年、NHK BSP）
- 黒革の手帖〜拐帯行〜（2021年1月7日、テレビ朝日）
- 日本沈没-希望のひと-（2021年10月10日 - 12月12日、TBS） - 生島誠
- 今度生まれたら（2022年、NHK BSP） - 佐川和幸 役
- 拾われた男 Lost Man Found（2022年、NHK BSP・ディズニープラス） - 平造 役[14]
- アトムの童（2022年10月16日 - 12月11日、TBS） - 富永繁雄 役[15][16]
- 藤子・F・不二雄 SF短編ドラマ シーズン2「鉄人をひろったよ」（2024年4月7日、NHK BS）[17]
- トウキョウホリデイ（2025年4月4日 - 6月20日、テレビ東京） - 石田俊夫 役[18]
- あきない世傳 金と銀（NHK BS・NHK BSプレミアム4K） - 菊瀬栄次郎 役
  - あきない世傳 金と銀2（2025年4月6日 - 5月25日）[19]
  - あきない世傳 金と銀3（2026年春〈予定〉 - ）[20]

### 映画
一般作品
- 江戸の悪太郎（1959年）※
- 月光仮面シリーズ（1959年）※
- 新吾十番勝負第三部（1960年）※
- 危うし!快傑黒頭巾（1960年）※
- 大江戸の侠児（1960年）※
- はだかっ子（1961年）※
- 飛ばせ特急便 深夜の脱獄者（1962年）※
- 南太平洋波高し（1962年）※
- ちいさこべ（1962年）※
- 路傍の石（1964年）※
- あすも夕やけ（1977年）
- 八つ墓村（1977年）
- 皇帝のいない八月（1978年）
- 十代 恵子の場合（1979年）
- もっとしなやかに もっとしたたかに（1979年）
- 太陽を盗んだ男（1979年）
- 看護婦のオヤジがんばる（1980年）
- 四季・奈津子（1980年）
- 夕暮まで（1980年）
- 野獣死すべし（1980年）
- 日本フィルハーモニー物語 炎の第五楽章（1981年） - 主演・樺沢昇
- 青春の門 自立篇（1982年）
- あゝ野麦峠 新緑篇（1982年）
- ザ・レイプ（1982年）
- 蒲田行進曲（1982年） - 銀四郎
- 人生劇場（1983年）
- 泪橋（1983年）
- 陽暉楼（1983年）
- オキナワの少年（1983年）
- 序の舞（1984年）
- 地平線（1984年）
- 上海バンスキング（1984年）
- 海に降る雪（1984年）
- それから（1985年）
- 玄海つれづれ節（1986年）
- 熱海殺人事件（1986年）
- 青春かけおち篇（1987年）
- 異人たちとの夏（1988年）
- 華の乱（1988年）
- 天と地と（1990年）
- 遺産相続（1990年）
- 夜逃げ屋本舗2（1993年）
- 女ざかり（1994年）
- 熱帯楽園倶楽部（1994年）
- 三たびの海峡（1995年）
- 勝手に死なせて!（1995年）
- 南の島に雪が降る（1995年）
- 霧の子午線（1996年）
- 恋は舞い降りた。（1997年）
- SF サムライ・フィクション（1998年）
- しあわせになろうね（1998年）
- いのちの海 Closed Ward（2001年）
- episode 2002 Stereo Future（2001年）
- RED SHADOW 赤影（2001年）
- 千年の恋 ひかる源氏物語（2001年）
- 手紙（2006年）
- パッチギ! LOVE&PEACE（2007年）
- 椿三十郎（2007年）
- その日のまえに（2008年）
- インスタント沼（2009年）
- 綱引いちゃった!（2012年）
- 初夜と蓮根（2012年）
- ジャッジ!（2014年）
- 青天の霹靂（2014年）
- FOUJITA（2015年）
- スキャナー 記憶のカケラをよむ男（2016年）
- 本能寺ホテル（2017年） - 本能寺ホテルの支配人[21]
- こいのわ 婚活クルージング（2017年） - 主演・門脇誠一郎 役
- のみとり侍（2018年） - 甚兵衛 役
- アンダードッグ（2020年） - 宮木幸三郎 役[22]
- 君の忘れ方（2025年） - 澤田義男 役[23][24]
- 中山教頭の人生テスト（2025年） - 岸本 役[25]

ロマンポルノ
- 艶説女侠伝 お万乱れ肌（1972年）
- 昼下りの情事 変身（1973年）
  - 昼下りの情事 古都曼陀羅（1973年）
- おさな妻の告白 陶酔(クライマックス)（1973年）
- 真夜中の妖精（1973年）
- 女教師 私生活（1973年）
- 人妻 -残り火-（1973年）
- ためいき（1973年）
- 狂棲時代（1973年）
- 赤線最後の日 -昭和33年3月31日-（1974年）
- 秘本 袖と袖（1974年）
- 実録・元祖マナ板ショー（1975年）
- お柳情炎 縛り肌（1975年）
- 壇の浦夜枕合戦記（1977年） - 源義経

### 舞台
- 出発（1975年7月 劇団「暫」）
- 楡の木陰の欲望（昭和57年2月4日 - 26日）
- 戦争で死ねなかったお父さんのために（1977年2月10日 - 26日）
- サロメ（1978年） - ヨナカーン
- いつも心に太陽を（1979年2月・3月15日 - 21日）
- 広島に原爆を落とす日（1979年8月）
- 熱海殺人事件（1980年 劇団「劇団つかこうへい事務所」） - 木村伝兵衛
- 日本の面影（1993年 劇団「地人会」） - 主演・小泉八雲
- 燃えよ剣（2004年5月） - 近藤勇
- LAST SHOW -ラストショウ-（2005年）
- シダの群れ（2010年）
  - シダの群れ 純情巡礼編（2012年）
- 国民の映画（2011年）
- 朗読 宮沢賢治が伝えること（2012年）
- しみじみ日本・乃木大将（2012年7月）
- バカのカベ〜フランス風〜（2012年11月15日 - 12月2日）
- 正義の味方（2014年）
- M&O plays プロデュース「家庭内失踪」（2016年3月 - 4月、本多劇場 ほか） - 野村[26]
- ラヴ・レターズ（2016年8月4日、パルコ劇場） - アンディ[27]
- ピース（2017年）
- リトル・ナイト・ミュージック（2018年）
- セールスマンの死（2018年）
- 唐版 風の又三郎（2019年） - 教授
- 黒白珠（2019年）
- あの時代（2019年）
- 女の一生（2020年）
- 泥人魚(2021年12月) - 伊藤静雄 役
- 青空は後悔の証し（2022年） - ロウ 役[28]
- バンズ・ヴィジット（2023年） - 主演・トゥフィーク
- ハザカイキ（2024年）[29]
- おちょこの傘持つメリー・ポピンズ（2024年）[30]
- こんばんは、父さん（2024年 - 2025年）[31]
- アリババ・愛の乞食」（2025年）[32]

### 配信ドラマ
- 浅草キッド（2021年12月9日配信、Netflix）[33]

### Vシネマ
- 江戸むらさき特急（1994年） - 十文字隼人、山城さん

### ラジオ
- わが人生に乾杯!（2009年2月19日、NHKラジオ第1）
- 青春のクロッキー
- オン・ザ・ロード・アゲイン（エフエム東京）
- 星のショットグラス（エフエム東京）
- 夢のひととき（エフエム東京）

### テレビアニメ
- 狼少年ケン（1963年 - 1964年）※
- 孔子傳 - 孔子
- 闘牌伝説アカギ 〜闇に舞い降りた天才〜（2005年 - 2006年） - 浦部[34]

### OVA
- 銀河英雄伝説外伝 螺旋迷宮（1999年 - 2000年） - ブルース・アッシュビー

### 劇場アニメ
- 安寿と厨子王丸（1961年） - 厨子王丸（少年時代）[35]※
- わんぱく王子の大蛇退治（1963年） - スサノオ[36] ※
- 紫式部 源氏物語（1987年） - 光源氏
- 風立ちぬ（2013年） - 里見[37]

### ゲーム
- むこうぶち（2007年） - 傀

### 吹き替え

#### 担当俳優
デイヴィッド・ドゥカヴニー
- X-ファイル（フォックス・モルダー）※テレビ朝日版
  - X-ファイル 2016
  - X-ファイル 2018

- ザ・シンプソンズ - フォックス・モルダー

### 人形劇
- 人形歴史スペクタクル 平家物語（1993年 - 1995年、NHK総合） - 平清盛、平維盛、弁慶、那須与一[40]

### ドラマCD
- 沈黙の艦隊（ドラマCD版） - 海江田四郎

### ラジオドラマ
- 火の鳥 未来編（1977年、NHKラジオ第1） - ロック
- アドルフに告ぐ（1993年、TBSラジオ） - アドルフ・カウフマン
- 下町ロケット（2012年3月20日、TBSラジオ） - 佃航平

### バラエティほか
- 第35回NHK紅白歌合戦（1984年12月31日、NHK総合・ラジオ第1） - 審査員
- はねるのトびら（フジテレビ） - 風間先輩
- THEわれめDEポン（フジテレビ）
- モンド21麻雀プロリーグ（MONDO21）
- あれも食いたいこれも食いたい（テレビ朝日）
- TK globeの裏側 〜4大ドームを駆け抜けたモンスター・ユニットの素顔〜 - ナレーション

### CM
- アサヒ ミニ樽CM（アサヒビール 1980年）[41]
- ライオン「アクロン」
- ソニーベータマックスF3（1983年）
- 大丸 紳士服（1983年 - 1984年）
- 本田技研工業「イヴ」（1984年） - 歌（『イブ …飛びきりの愛の中で』）のみ。
- 日本メナード化粧品「ギーベル」（1984年）
- 月桂冠（1986年）
- エースコック「スーパーカップ」（1989年）
- 三菱地所「アセットホーム」（1987年 - 1991年）
- 武田薬品工業「ザッツ」
- 日産自動車「ブルーバード」（1996年）
- L'Arc〜en〜Ciel 「HEAVEN'S DRIVE」（1999年）
- セレモニー（2003年 - 現在）
- サントリー「黒烏龍茶」（2008年）
- 象印マホービン「極め羽釜」（2010年）
- DHC「ロコモワン」（2016年）
- 野村證券（2018年）[42]

## ディスコグラフィー

### シングル
1. 蒲田行進曲（1982年10月21日）
  - 松坂慶子・風間杜夫・平田満名義による作品
2. 夏も泣いている／ララバイ・ロックンロール（1983年7月21日）
3. イブ…飛びきりの愛の中で／100℃でHEARTBEAT(AMERICAN HEARTBEAT)(TBS「スチュワーデス物語」挿入歌)（1983年10月21日）
4. 嗚呼！ディスターブ／イーヴニング（1984年3月1日）
5. 心花よ止まれ 恋せよマドンナ／アンジェリーナ（1984年7月1日）
6. 恋びとたち／ララバイ（1984年10月1日、日本コロムビア、AH-512） -　フジ・関西テレビ系テレビドラマ「暴れ九庵」A面主題歌、B面挿入歌
7. 東京さみしがり屋／雨のヒマワリ（1985年9月21日）
8. キャバレー・フラミンゴ（1986年1月15日）
  - 吉永小百合・八代亜紀・風間杜夫名義による作品
  - 映画『玄海つれづれ節』主題歌。発売元は東映。「つれづれ」の語呂合わせで2020枚限定販売。宣伝材料として発売したことや、所属レコード会社の諸事情もあり映画館での限定販売となった[43]。
9. 遙かな愛／ナイト・ウォーカー（1987年1月25日、キティレコード）（日本テレビ『銭形平次』エンディングテーマ）
10. 旅の空 -trip in 2004-（2005年10月21日）
  - 風間杜夫&エキセントリックハイテンションボーイズ名義による作品
11. ギラギラ温度（2006年1月27日）

### アルバム
1. キッス・ミー（1983年8月21日）
2. DISTURB YOU（1984年2月21日）
3. オーシャン・ハート（1984年12月5日）
4. 風間杜夫 ベスト・コレクション（1985年10月21日）
5. 淋しがり屋（1985年11月21日）
6. 夢ひとつ（1987年5月1日）
7. 風間杜夫 ゴールデン☆ベスト（2011年3月23日）

### ビデオ
- MORIO ファーストライブ ディスターブ・ユー（ライブビデオ）

## 教材
- 三省堂　『現代の国語』『朗読CD 1・2・3』教師用 [44]

## 受賞・受章歴
- 1980年 - 第2回ヨコハマ映画祭 助演男優賞 - 『四季・奈津子』『夕暮まで』
- 1980年 - 紀伊國屋演劇賞 団体賞（つかこうへい事務所として）
- 1982年 - 日本映画テレビプロデューサー協会 エランドール賞受賞
- 1982年 - 第6回日本アカデミー賞 最優秀助演男優賞 - 『蒲田行進曲』
- 1982年 - 第8回 大阪映画祭 主演男優賞受賞 - 『蒲田行進曲』
- 1982年 - 熊本映画祭 最優秀男優賞受賞 - 『蒲田行進曲』
- 1983年 - 第7回日本アカデミー賞 最優秀助演男優賞 - 『陽暉楼』『人生劇場』
- 1983年 - 第18回 紀伊國屋演劇賞 個人賞受賞 - 『朝・江戸の酔醒』
- 1988年 - 第12回日本アカデミー賞 優秀主演男優賞受賞 -『異人たちとの夏』[45]
- 2003年 - 第58回 文化庁芸術祭 演劇部門 大賞受賞 - 『ひとり芝居三部作』
- 2003年 - 第11回 読売演劇大賞 最優秀男優賞受賞 - 『ひとり芝居三部作』『死と乙女』
- 2003年 - 第3回 バッカーズ・ファンデーション 演劇奨励賞受賞 - 『ひとり芝居三部作』
- 2010年 - 秋の叙勲 紫綬褒章 受章[46]
- 2020年 - 第46回 菊田一夫演劇賞  大賞受賞 -『セールスマンの死』『女の一生』『白昼夢』[47]
- 2021年 - 第63回 毎日芸術賞 演劇・邦舞・演芸部門受賞 -『女の一生』『セールスマンの死』『白昼夢』『ベンガルの虎』『帰ってきたカラオケマン』
- 2023年 - 春の叙勲 旭日小綬章 受章[48]